# Рибалочка новогеоргійський
Рибалочка новогеоргійський (Ceyx collectoris) — вид сиворакшоподібних птахів родини рибалочкових (Alcedinidae). Ендемік Соломонових Островів. Раніше входив до комплексу видів новогвінейського рибалочки-крихітки, однак був визнаний окремим видом.

## Поширення і екологія
Новогеоргійські рибалочки мешкають на островах Нова Джорджія в архіпелазі Соломонових островів, зокрема на острова Нова Джорджія, Коломбангара і Велья-Лавелья. Вони живуть в підліску вологих тропічних лісів, в густих вторинних заростях і на плантаціях. Зустрічаються на висоті до 1300 м над рівнем моря.